# Bythocellata cruciformis
Bythocellata cruciformis är en nässeldjursart som beskrevs av Nair 1951. Bythocellata cruciformis ingår i släktet Bythocellata och familjen Bythotiaridae. Inga underarter finns listade i Catalogue of Life.